# 댄 포븐마이어
대니얼 킹즐리 "댄" 포븐마이어(영어: Daniel Kingsley "Dan" Povenmire, 1963년 9월 18일 ~ )는 미국의 텔레비전 감독, 작가, 프로듀서, 스토리보드 아티스트, 그리고 성우로 디즈니의 애니메이션 시리즈 《피니와 퍼브》의 공동창작자로 가장 잘 알려져 있다. 그는 작에서 등장하는 악당인 하인츠 두펀스머츠와 다양한 캐릭터의 목소리를 맡고 있다. 앨라배마주의 모빌에서 자란 그는 그림에 재능있는 학생이었으며 여름에 밖에 나가 영화를 제작하곤 했다. 영화 경력에 몸을 담기로 결정한 포븐마이어는 사우스앨라배마 대학교에 입학했다.
오랜 기간 동안 애니메이션 산업에 공헌한 포븐마이어는 《헤이 아놀드》, 《심슨 가족》, 《우당탕탕 로코와 친구들》, 《스폰지밥 네모바지》 등의 다양한 텔레비전 애니메이션 시리즈에 참여했다. 그는 황금 시간대 시리즈 《패밀리 가이》를 오랫동안 감독했고, 2005년 애니상에 후보로 올라 수상했다. 이후 제프 "스왐피" 마쉬와 함께 《피니와 퍼브》를 제작하기 위해 시리즈를 떠났다. 포븐마이어는 BAFTA, 애니상, 그리고 에미상을 포함한 여러 상에 후보로 올랐다. 2015년에 그와 마쉬는 디즈니 XD의 새로운 시리즈인 《마일로 머피의 법칙》을 제작했고, 이는 2016년 10월 3일에 초연되었다.
2020년에 디즈니 애니메이션 《햄스터와 그레텔》를 제작 발표를 하였다. 그리고 2022년 8월 12일에 초연되었다.

## 같이 보기
- 제프 "스왐피" 마쉬
- 《피니와 퍼브》